# Амірхан Фатіх Заріфовіч
Фатіх Амірхан (справжнє ім'я Мухамметфатих Заріфовіч Амірханов, тат. Фатыйх Әмирхан, Fatıyx Əmirxan нар. 1 січня 1886, Казань — 9 березня 1926, Казань, Татарстан) — татарський письменник і публіцист.

## Біографія
Народився 1 січня 1886 року в Ново-Татарській слободі в родині імама мечеті «Иске Таш». Навчався в одній з найпопулярніших на той час медресе «Мухаммадія».
У 1905—1907 роках працював секретарем журналу «Тербіете-етфаль» (Виховання молоді) в Москві. У 1907 році організував у Казані щотижневу газету «Ель-Іслах».
У 1909 році переклав татарською підручник мови есперанто.
Від 1912 до 1917 року керував націоналістичною газетою «Кояш» (Сонце), писав до літературно-художнього журналу «Анг» і гумористичного журналу «Ялт-йолт». Дружив з поетом Габдуллою Тукаєм.

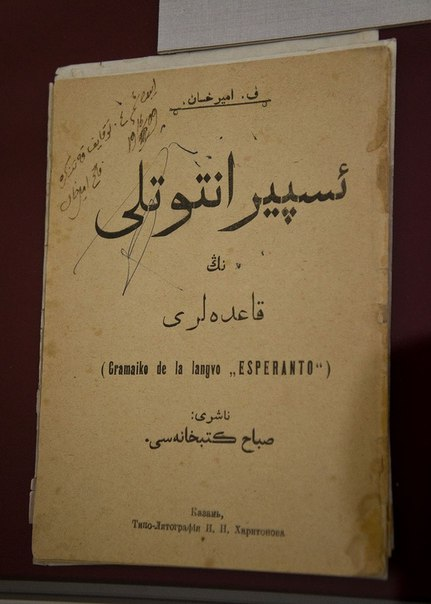
Обкладинка підручника есперанто татарською мовою з дарчим написом Фатіха Амірхана Габдуллі Тукаю

Життя Ф. Амірхана було сповнене моральних пошуків, сумнівів, розчарувань. Письменник мав великі надії на революційні перетворення в Росії. У культурному відродженні татар Амірхан був переконаним західником.
З щирою радістю Амірхан зустрів Лютневу революцію. У 1920 році вітав освіту Татарської АРСР.
Останні дні публіцист прожив у будинку на перехресті вулиць Велика Червона і Жуковського (д. № 12/46 на вулиці Жуковського) в родині брата, Ібрагіма Амірхана, заступника голови суду.
Невиліковна хвороба (у нього були паралізовані обидві ноги), потрясіння від світової війни 1914—1918 років, Громадянської війни, голоду в Поволжі призводять Амірхана до містицизму, який не покидає його до самої смерті.

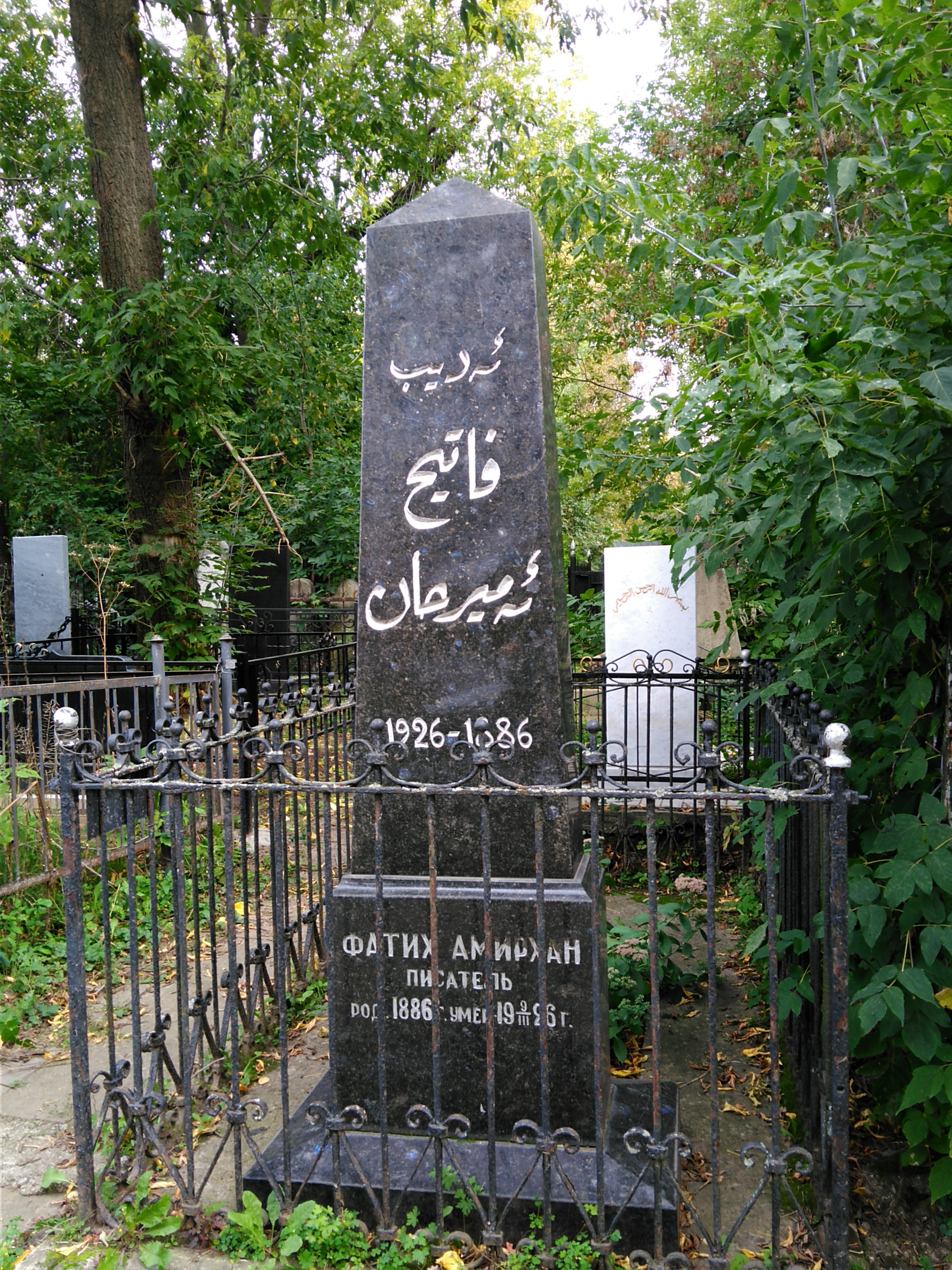
Могила Фатіха Амірхана

Письменник помер 9 березня 1926 року і був похований на мусульманському (татарському) кладовищі поряд з могилами батька, дядька, діда. Похований був Амірхан «і по-світському, і з муллами по-релігійному обряду», хоча не раз у своїх творах висловлював своє бачення релігії, сильно відмінне від того ісламу, який є. Повість «Фатхулла-хазрет» (велика частина написана в 1909 році, закінчена в 1910). Дія переноситься в 1950 рік. Релігія дуже змінилася, обряди змінилися, а більшість казанських татар не хочуть проявляти релігійних почуттів навіть в свято, але їх за це не вважають грішниками або невірними. Про ту релігію, що була на початку 20 століття вони кажуть: «в ті часи між релігією і ідолопоклонством не було відмінності».

## Пам'ять
У Казані на честь Фатіха Амірхана названий міський проспект, що розташувався в Ново-Савиновському районі Казані.